# روديبورت
روديبورت هي بلدة، في جنوب أفريقيا، تقع في City of Johannesburg Metropolitan Municipality ‏، بلغ عدد سكانها 326,416 نسمة، رمزها البريدي هو 1724، و1725.

## أعلام
- كرستن جان لويس
- دوغلاس جيلفيلان
- كلارنس ووكر
- ليونارد ساكس
- ديفيد فايسه